# 264
264 је била преступна година.

## Догађаји
- Цезар Публије Лициније Валеријан Егнације Галијен и Јулије Сатурнин су конзули Римског царства.
- Франци су уништили иберијски Тарако (модерна Тарагона).
- Готи су продрли у Кападокију и заробили много заробљеника.
- Ђијанг Веј покушава да обнови краљевство Шу убеђујући Џонг Хуија да објави побуну против Сима Џаоа, владара краљевства Веј.
- Сун Хао наслеђује Сун Сјуа као владар Краљевства Ву.